# Жупанець
Жупанець (хорв. Županec) — населений пункт у Хорватії, у Вараждинській жупанії у складі громади Малий Буковець.

## Населення
Населення за даними перепису 2011 року становило 200 осіб.
Динаміка чисельності населення поселення:

## Клімат
Середня річна температура становить 10,51 °C, середня максимальна – 25,40 °C, а середня мінімальна – -6,34 °C. Середня річна кількість опадів – 770 мм.
| Клімат поселення                              | Клімат поселення | Клімат поселення | Клімат поселення | Клімат поселення | Клімат поселення | Клімат поселення | Клімат поселення | Клімат поселення | Клімат поселення | Клімат поселення | Клімат поселення | Клімат поселення | Клімат поселення |
| Показник                                      | Січ.             | Лют.             | Бер.             | Квіт.            | Трав.            | Черв.            | Лип.             | Серп.            | Вер.             | Жовт.            | Лист.            | Груд.            |                  |
| Середній максимум, °C                         | 5,70             | 7,68             | 12,20            | 16,82            | 22,58            | 25,40            | 23,96            | 23,38            | 19,33            | 14,52            | 8,67             | 4,85             |                  |
| Середня температура, °C                       | −0,3             | 1,70             | 6,19             | 10,80            | 16,57            | 19,37            | 20,14            | 19,57            | 15,52            | 10,72            | 4,87             | 1,04             |                  |
| Середній мінімум, °C                          | −6,34            | −4,35            | 0,16             | 4,79             | 10,55            | 13,36            | 16,34            | 15,74            | 11,70            | 6,92             | 1,06             | −2,78            |                  |
| Норма опадів, мм                              | 39               | 38               | 47               | 60               | 70               | 87               | 82               | 76               | 73               | 66               | 77               | 55               |                  |
| Середньомісячна швидкість вітру, м/с          | 2.20             | 2.40             | 2.80             | 2.70             | 2.50             | 2.30             | 2.20             | 1.99             | 2.00             | 2.04             | 2.20             | 2.20             |                  |
| Середньомісячна сонячна радіація, кДж/м²·день | 3999             | 6754             | 10595            | 15048            | 19227            | 21147            | 21679            | 19014            | 14073            | 8689             | 4478             | 3237             |                  |
| --------------------------------------------- | ---------------- | ---------------- | ---------------- | ---------------- | ---------------- | ---------------- | ---------------- | ---------------- | ---------------- | ---------------- | ---------------- | ---------------- | ---------------- |
| Джерело:                                      |                  |                  |                  |                  |                  |                  |                  |                  |                  |                  |                  |                  |                  |